# Cmentarz ewangelicki przy ulicy Zborowej w Raciborzu
Cmentarz ewangelicki – pierwszy cmentarz ewangelicki w Raciborzu, który powstał w 1556 roku i znajdował się wokół kościoła, nekropolia znajdowała się na placu obok obecnych ulic Zborowej i Mickiewicza.

## Historia
Cmentarz ten powstał około 1556 roku i zwany był cmentarzem Marcina, najprawdopodobniej od imienia reformatora Marcina Lutra. W 1574 roku kościół spłonął, lecz nekropolia dalej istniała ulegając stopniowemu zapomnieniu oraz zniszczenia wskutek upadku gminy ewangelickiej. Upadek ten był spowodowany objęciem władzy w mieście przez katolików, z której wynikł konflikt między wyznawcami katolicyzmu i ewangelicyzmu, co doprowadziło ostatecznie do zakazu odprawiania nabożeństw oraz chowania zmarłych protestantów na terenie miasta. Ewangelicy znaleźli wkrótce miejsce na Płoni, gdzie zakupili dom oraz teren pod cmentarz. Było to nowe miejsce kultu raciborskich protestantów, gdzie mieli swój dom modlitwy i cmentarz.
Dopiero w 1740 roku ewangelicy otrzymali zezwolenie na założenie cmentarza i budowę nowego kościoła przy obecnej ulicy Nowej. W XVIII wieku powrócił do łask zapomniany cmentarz, bowiem brakowało miejsc grzebalnych w okresie wojen śląskich. Grzebano na nim wtedy ludność obcą i biednych. Jednak cmentarz istniał tylko do 1764 roku.